# Vincent Kauter
Vincent Kauter (* 9. Juli 1984 in Biel/Bienne) ist ein Schweizer Degenfechter. Er ist zweifacher Schweizer Meister und war von 2004 bis 2011 Mitglied im Schweizer Nationalkader.
Kauter engagierte sich auch politisch. Er gehörte von 2009 bis 2012 als Vertreter dem Nidauer Parlament an. Im Jahr 2019 veröffentlichte er als einer von zwei Autoren das Kinderbuch «Mister Olti», das auf einer wahren Geschichte basiert.

## Erfolge als Degen-Fechter
- 2011 2. Rang, Schweizermeisterschaften Herren Mannschaft
- 2011 8. Rang, Schweizermeisterschaften Herren Einzel[3]
- 2009 1. Rang, Schweizermeisterschaften Herren Mannschaft[4]
- 2004 1. Rang, Schweizermeisterschaften Herren Mannschaft
- 2004 1. Rang, Schweizermeisterschaften Junioren Mannschaft
- 2004 3. Rang, Schweizermeisterschaften Junioren Einzel
- 2003 54. Rang, Europameisterschaften Junioren[5]
- 2003 1. Rang, Schweizermeisterschaften Junioren Mannschaft
- 2003 2. Rang, Schweizermeisterschaften Junioren Einzel

## Familie
Vincent Kauter ist der Cousin von Fabian und Michael Kauter, mit denen er 2009 den Mannschaftstitel gewinnen konnte. Sein Onkel ist Christian Kauter, der 1972 Olympiasilber gewann und vier Jahre später Bronzemedaillengewinner mit der Mannschaft wurde.